# Stazione di Genova Piazza Principe
La stazione di Genova Piazza Principe (talvolta chiamata soltanto Genova Principe oppure citata erroneamente come Porta Principe) è una delle due principali stazioni ferroviarie della città di Genova, insieme alla stazione Brignole. È situata su piazza Acquaverde, occupando l'intero lato settentrionale di via Andrea Doria, ove sono gli ingressi di servizio, a poca distanza dal palazzo del Principe, dal quale prende il nome.

## Storia

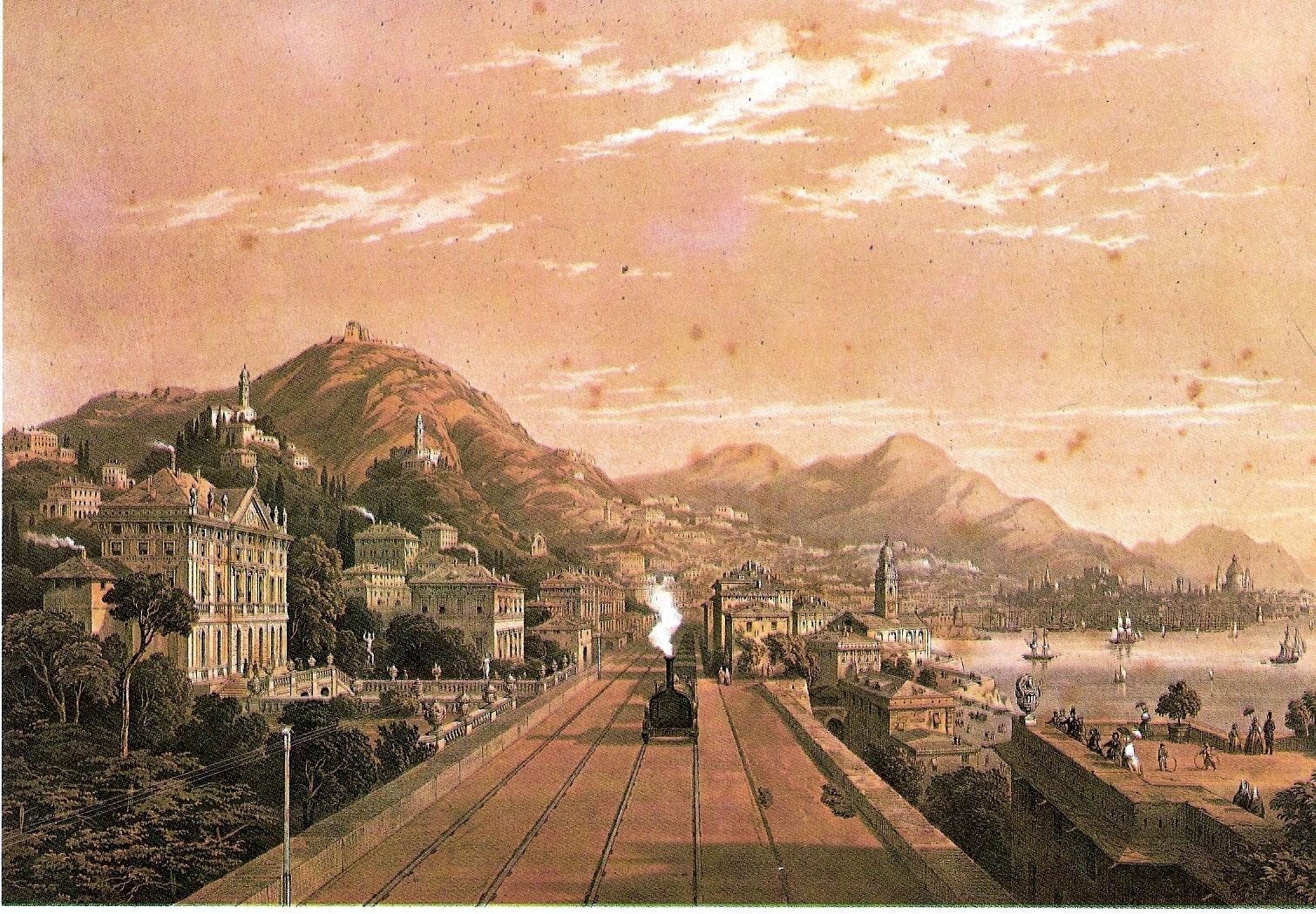
Dipinto raffigurante l'inaugurazione, avvenuta nel 1854, del tratto Principe-Sampierdarena

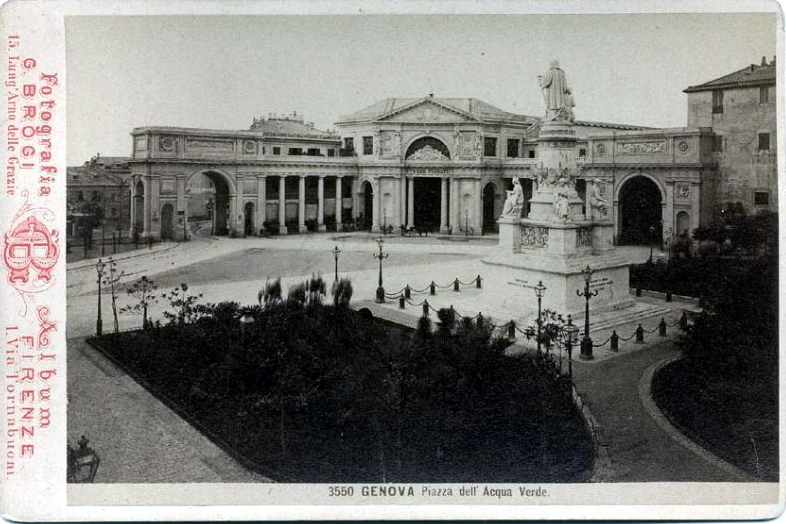
Una cartolina con foto di Giacomo Brogi (1822-1881), che mostra il prospetto principale della stazione Principe su piazza Acquaverde, come compariva nella seconda metà del XIX, prima della demolizione dell'arcata di sinistra, avvenuta agli inizi del XX secolo.

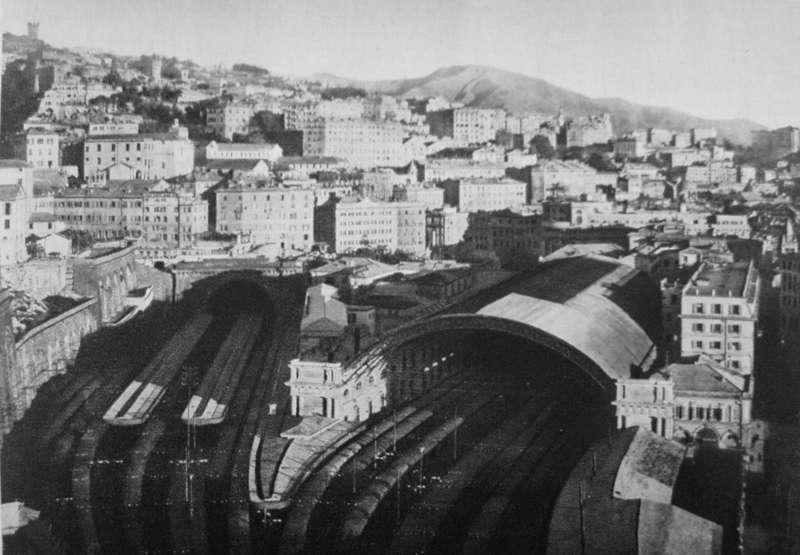
Vista a volo d'uccello della stazione da ovest, intorno al 1930. La parte originale della stazione, di testa, con la grande tettoia arcuata, vista a destra. A sinistra - set iniziale di binari passanti con la bocca del tunnel nella parte posteriore.

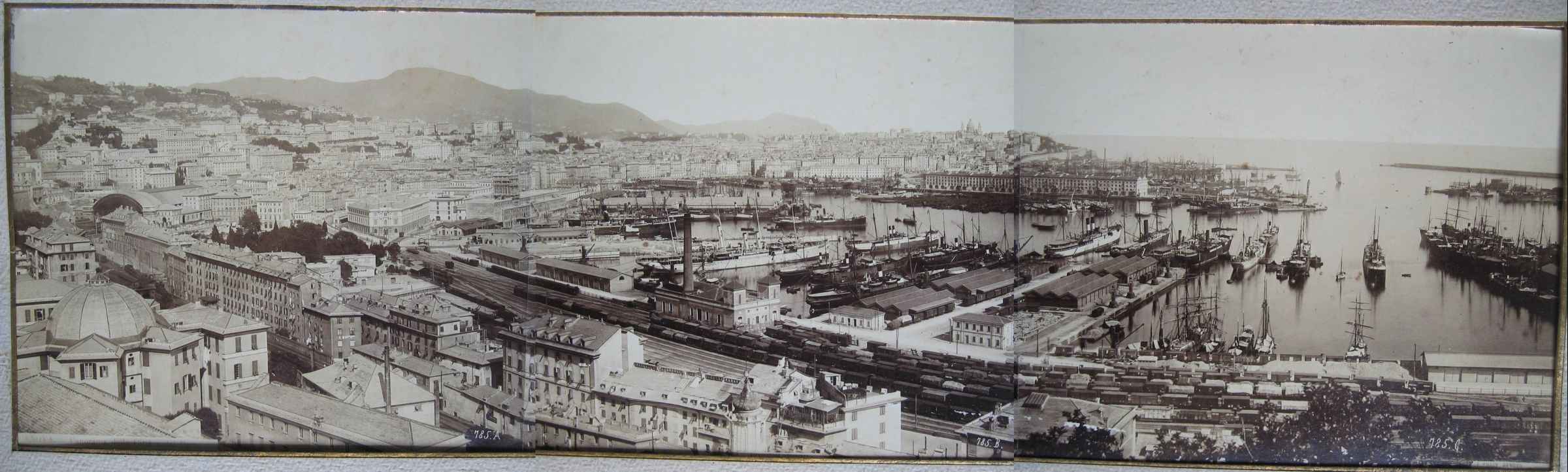
Panorama della stazione nel 1890 circa, questa zona è stata poi modificata radicalmente nei decenni successivi

La stazione deriva il suo nome dall'adiacente piazza del Principe, sita accanto al palazzo del Principe Andrea Doria in Fassolo; il nucleo originario della stazione occupa infatti la zona compresa tra piazza del Principe, via Andrea Doria e piazza Acquaverde, dove si trova l'entrata principale. L'ingresso principale della stazione, alla sua nascita, era sito in piazza del Principe, ove è ancora presente l'ingresso secondario, confinante con via Andrea Doria.
Anticamente era presente nelle vicinanze la porta San Tommaso (o San Tomaso), porta posta al limite occidentale della cerchia delle mura trecentesche, rimodellata nel XVI secolo e demolita nel XIX secolo, posta all'incirca dove oggi sono le scalinate per raggiungere la stazione della metropolitana di Genova (anch'essa chiamata Principe), dove si possono ancora vedere alcuni resti di tali mura.
Il fabbricato viaggiatori, su progetto dell'architetto Alessandro Mazzucchetti, iniziò ad essere costruito nel 1853 e fu ultimato e inaugurato insieme alla stazione nel 1860: il primo edificio era costituito da una volta di acciaio a campata che poggiava sull'edificio attuale. Sotto la campata, circondata di fronte e lateralmente dagli edifici per i passeggeri, arrivavano e terminavano i binari (dieci binari nella configurazione definitiva) secondo lo schema delle stazioni di testa. Al momento dell'inaugurazione ufficiale della ferrovia Torino-Genova, nel febbraio del 1854 era stata approntata solo una stazione provvisoria, munita di ufficio telegrafico.

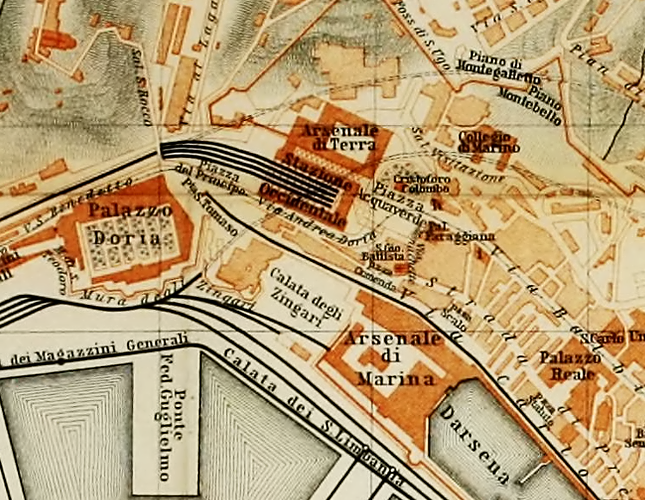
La zona della stazione in una mappa pubblicata nel 1886: è ancora presente l'arsenale a nord della stazione, e la galleria Traversata è accessibile solo attraverso una manovra di regresso.
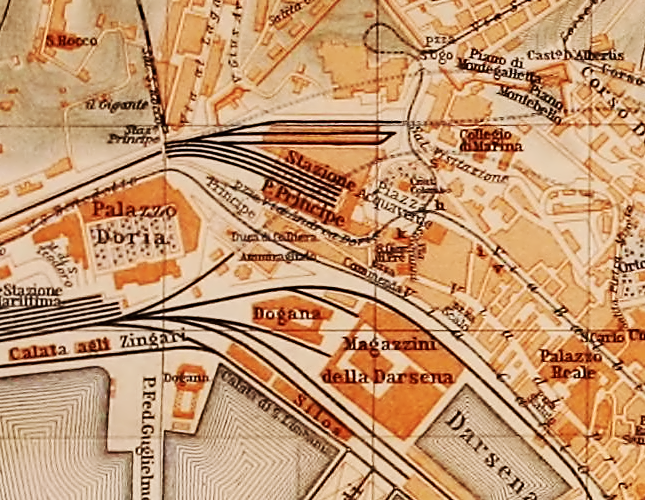
La stessa zona, in una mappa pubblicata nel 1906, l'area dell'arsenale è ora occupata dai binari diretti verso Brignole attivati nel 1904.

Inizialmente le 2 principali stazioni di Genova, Principe e Brignole, costituivano i terminali di linee ferroviarie non collegate, Principe per le linee verso il nord ed il ponente e Brignole per le linee verso il levante. Per permettere il collegamento tra i due tratti ferroviari, venne progettata e inaugurata nel 1872 la galleria Traversata, che forando la collina tra le due stazioni con una galleria a due binari, della lunghezza di poco inferiore ai 2,3 km, permise il collegamento diretto con la stazione di Genova Brignole, pur con la necessità di una manovra di regresso per i treni in partenza da Genova Piazza Principe.
Questa importante soggezione all'esercizio venne eliminata con l'attivazione di un nuovo piazzale binari passante sito a nord del fabbricato viaggiatori, avvenuta il 2 settembre 1904. Di conseguenza da stazione di testa si trasformò in stazione mista di testa e transito.
Successivamente (fino al 1939) i binari passanti crebbero da 2 a 10, con lo scavo di altre gallerie parallele alla traversata originale e lo sbancamento della collina adiacente ai binari.

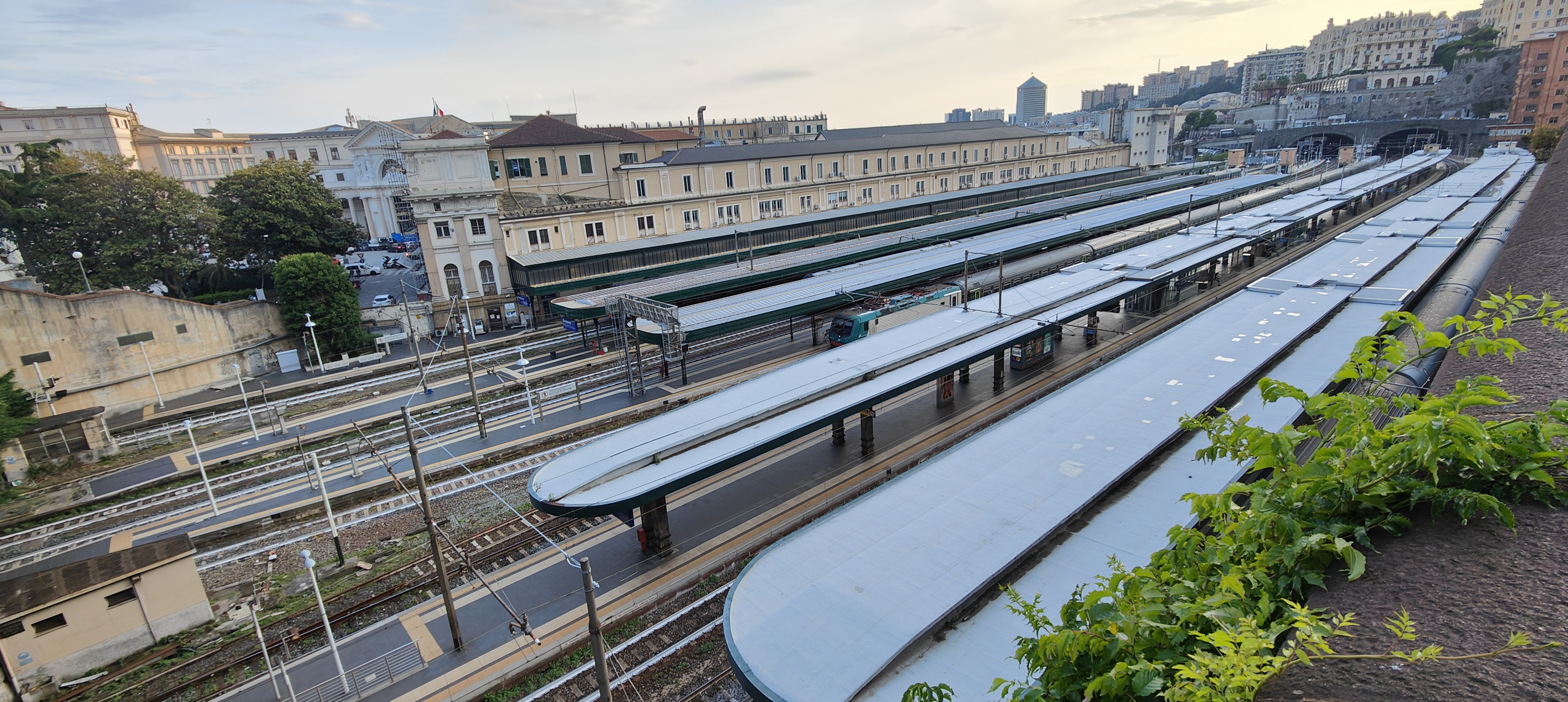
Vista delle banchine e del fabbricato da Salita della Provvidenza

Questo ampliamento, oltre a incrementare notevolmente le capacità di transito della stazione, consentì la sua fruibilità per percorsi lungo tutte le linee passanti per Genova. Negli anni successivi e fino agli anni sessanta del 1900 i binari di testa furono utilizzati principalmente per il traffico passeggeri locale da e verso Savona, Tortona e Alessandria. Successivamente tutto il traffico passeggeri venne dirottato sui dieci binari di corsa, mentre i binari tronchi sono stati utilizzati per anni come deposito per vagoni e locomotive.
Nel 1900, a causa dell'aumento del traffico ferroviario, ci fu un intervento di ampliamento della stazione realizzato su progetto dell'ingegnere Giacomo Radini Tedeschi.
Il 15 maggio 1916 la stazione venne elettrificata con il sistema trifase. Tra gli anni cinquanta e sessanta l'alimentazione venne convertita a corrente continua a 3000 volt (attualmente in uso), prima sulla tratta Genova-Roma e successivamente sulle tratte Genova-Milano. L'ultima tratta ad abbandonare il sistema trifase fu la Genova-Torino durante gli anni sessanta. Durante la guerra, come avvenne per altre stazioni ferroviarie italiane, la tettoia metallica di copertura dei binari tronchi venne smantellata per ricavarne metallo.
Alla fine degli anni cinquanta venne aumentato il numero dei binari, grazie ad un ampliamento verso monte, e venne realizzata una nuova centrale per la gestione degli scambi.
Dal 27 maggio 1962 fu collegata direttamente con la ferrovia succursale dei Giovi, grazie all'attivazione della linea direttissima via Granarolo, comprendente l'omonima galleria; collegamento che permise di evitare il passaggio per la stazione di Sampierdarena per i treni diretti verso nord.

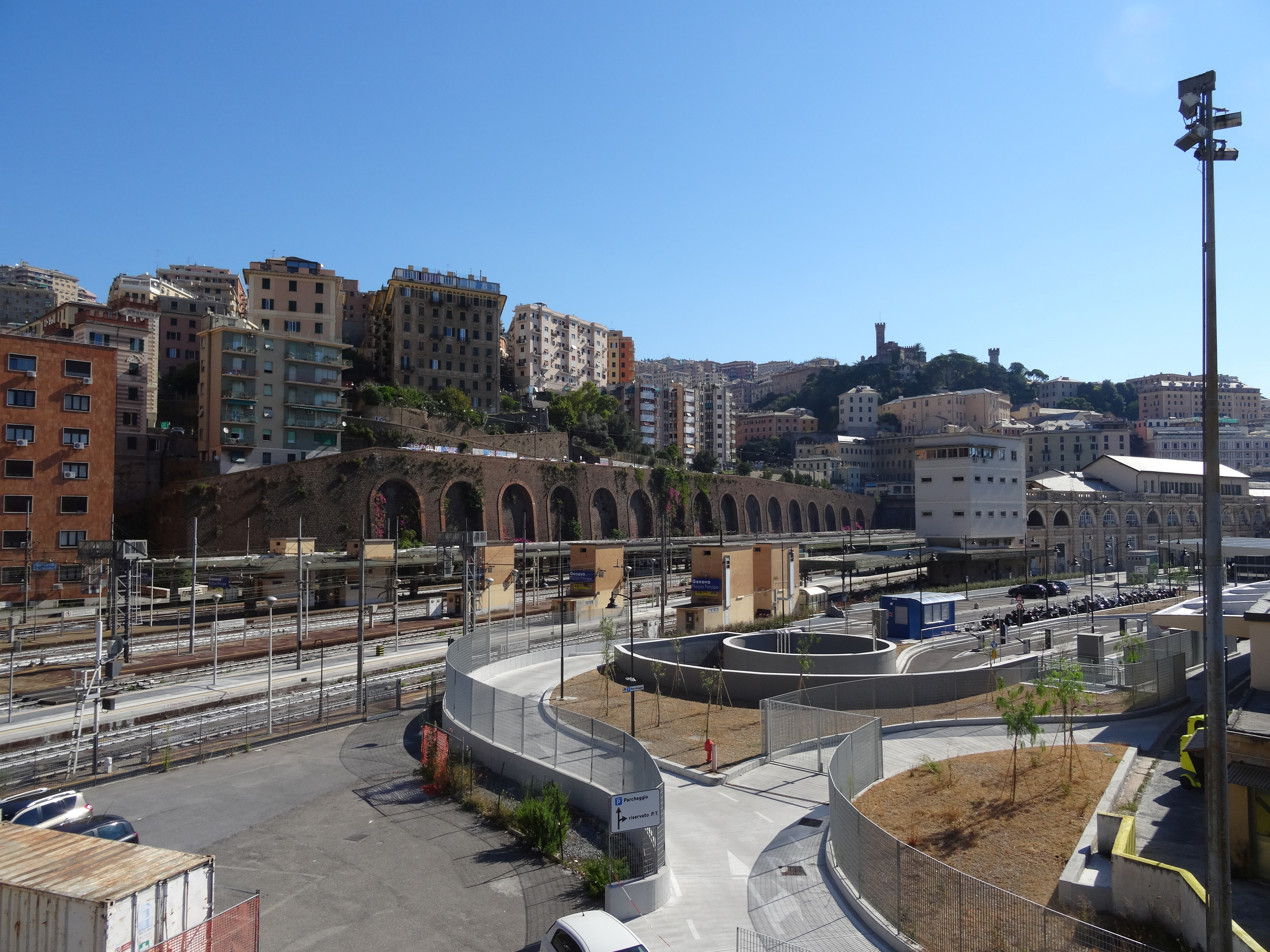
La stazione dopo i lavori nel 2016

Dal dicembre 2008 la stazione venne interessata da lavori di riqualificazione curati da Grandi Stazioni, società controllata dalle Ferrovie dello Stato che gestiva le maggiori stazioni italiane, dove sono in corso o terminati i restyling progettati dall'architetto Marco Tamino, durati quasi un decennio, che hanno visto l'ammodernamento dell'atrio, con una differente disposizione dei locali commerciali presenti, e dei due sottopassi. Durante i lavori l'accesso all'atrio venne garantito tramite l'ingresso sito in via Andrea Doria (rimasto attivo anche a lavori ultimati) e ci fu lo spostamento provvisorio di biglietteria e di tutti i servizi e negozi presenti, per tutta la durata dei lavori, nell'ex area dei binari di testa. I lavori di riqualificazione hanno interessato i 35.000 m² della stazione.
Nel 2016, dopo alcuni anni di lavori, è stato aperto un tunnel di collegamento tra la stazione, l'area prospiciente l'ingresso della stazione metropolitana e il parcheggio interrato realizzato durante i lavori di restyling, che permette di evitare l'attraversamento di via Andrea Doria.

### Stazione di Genova Piazza Principe Sotterranea

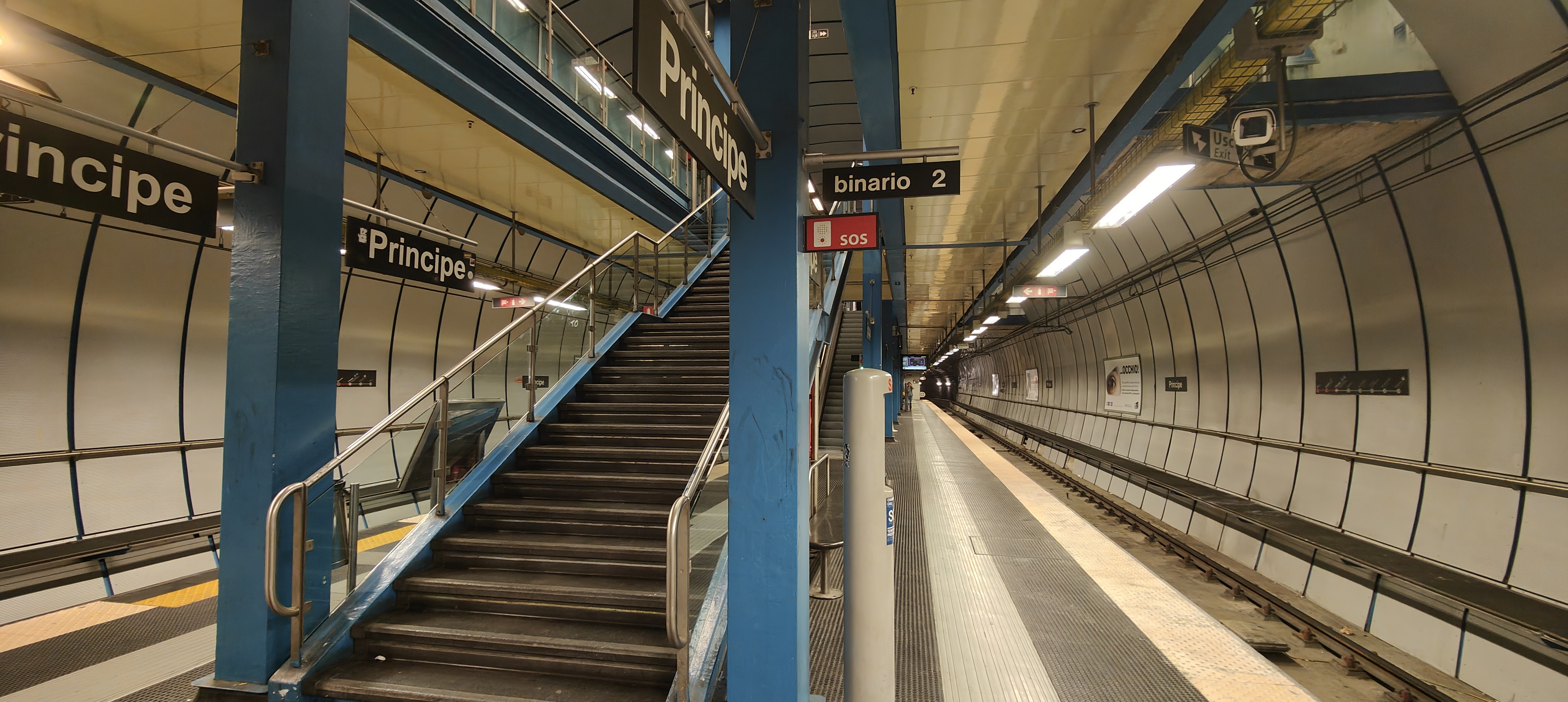
La stazione Principe della metropolitana

Il 20 maggio 1993, successivamente ai lavori di quadruplicamento dei binari per potenziare i collegamenti metropolitani tra Sampierdarena e Brignole, venne attivata la nuova fermata sotterranea denominata Genova Principe Sotterranea, dotata di due binari di corsa. La stazione, realizzata a un'altitudine minima di 3 m sul livello del mare (circa 15 m sotto la stazione principale), fu la prima a essere realizzata appositamente per il servizio ferroviario urbano (inaugurato nel 1964) e l'unica del passante ferroviario genovese a essere sotterranea.
La struttura è del tipo a banchina centrale, benché sia divisa per la maggior parte dalla volta delle gallerie. Inizialmente venne presentata con il nome di San Tomaso, dal nome della preesistente galleria ferroviaria portuale in parte re-impiegata per la sua realizzazione. Per il nuovo percorso dei treni tra Principe e Brignole venne realizzata una nuova galleria di 1,5 km, la Colombo, e venne reimpiegata, oltre alla già citata San Tomaso, anche la preesistente Traversata Nuova; verso ponente venne riutilizzato il sedime del vecchio scalo ferroviario merci di Santa Limbania e una delle gallerie di San Lazzaro. Contestualmente alla sua inaugurazione, venne definitivamente soppressa l'adiacente fermata di Genova Marittima Santa Limbania (un tempo utilizzata per l'imbarco dei passeggeri a Ponte dei Mille).
Fu servita a partire dall'orario estivo 1993 dai treni locali interessanti il nodo di Genova, decongestionando così le linee in superficie. L'accesso alla fermata sotterranea è possibile sia attraverso delle scale mobili poste nell'edificio della stazione principale, sia dall'esterno, in una zona, posta di fronte alla stazione marittima, tra piazza del Principe, via Fanti d'Italia e via Bersaglieri d'Italia, dove può avvenire l'interscambio fra il treno, diverse linee di autobus e la metropolitana.
Nell'autunno 2010 venne chiuso al transito il binario pari sotterraneo (2s), nell'ambito dei lavori di potenziamento del nodo ferroviario di Genova. I lavori alla stazione, il cui termine era previsto per il 2012, subirono una lunga interruzione a causa del fallimento delle aziende appaltatrici e ripresero solo nel 2020, affidati al Consorzio COCIV (a cui è affidata anche la realizzazione del Terzo Valico). Tra il 2021 ed il 2022 i lavori hanno raggiunto uno stato di avanzamento tale che il binario 2s ha potuto essere riattivato, ma per proseguirli è stato necessario chiudere invece il binario dispari (1s).
Dal 2010 la stazione sotterranea è quindi utilizzata solo per metà; attualmente, tra tutti i treni del servizio urbano genovese, vi possono fermare solo quelli diretti verso ponente.

## Strutture e impianti

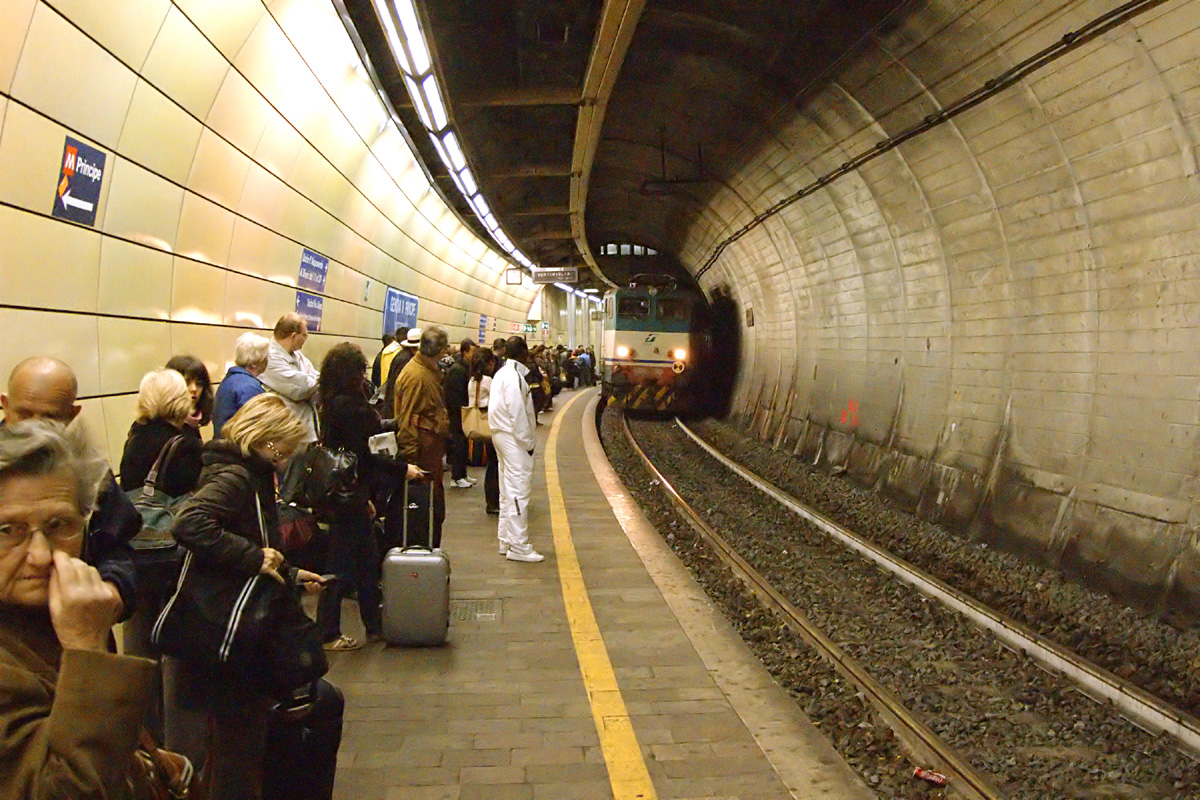
La stazione di Piazza Principe Sotterranea

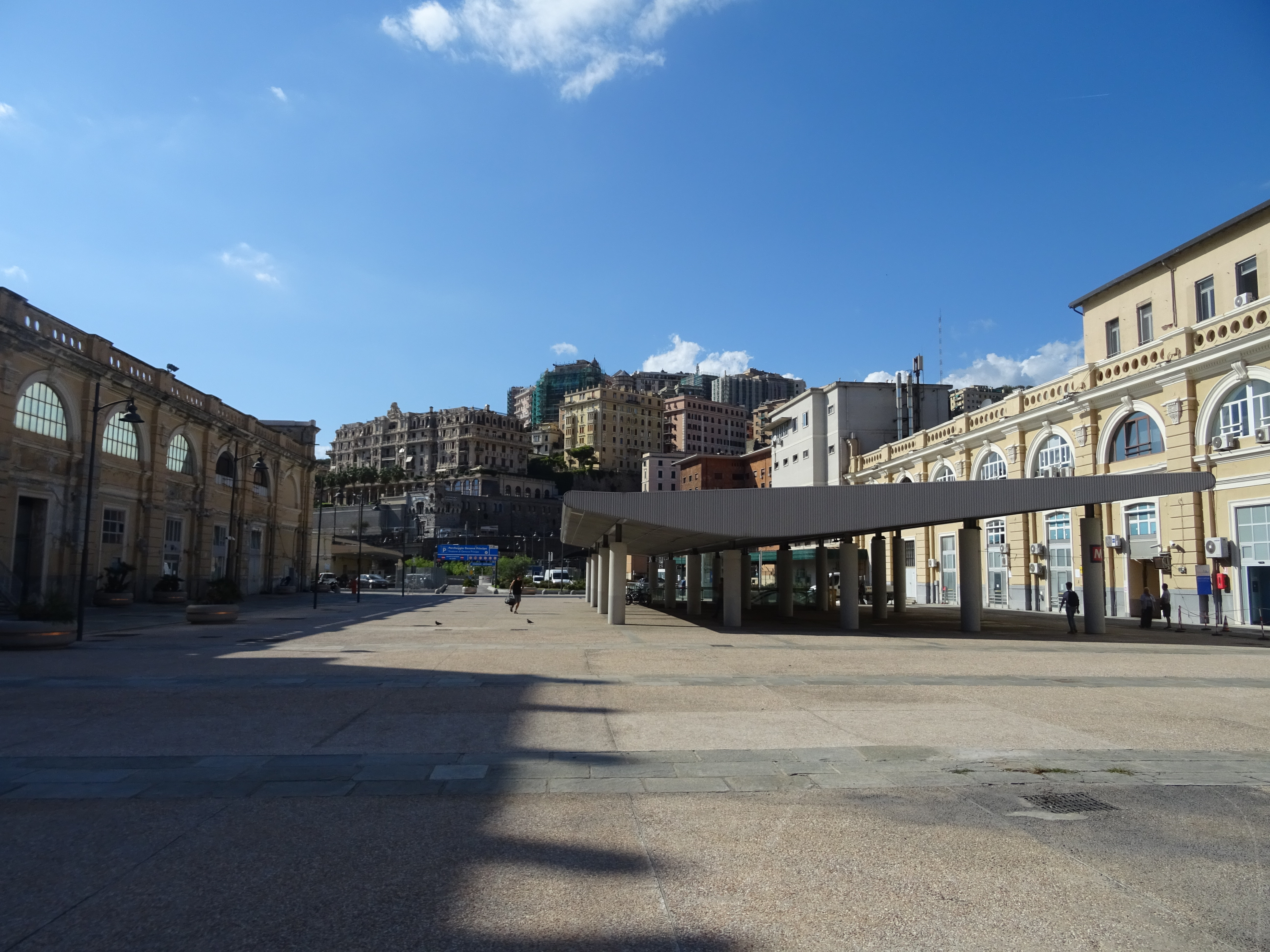
Il piazzale dove erano presenti i 10 binari tronchi

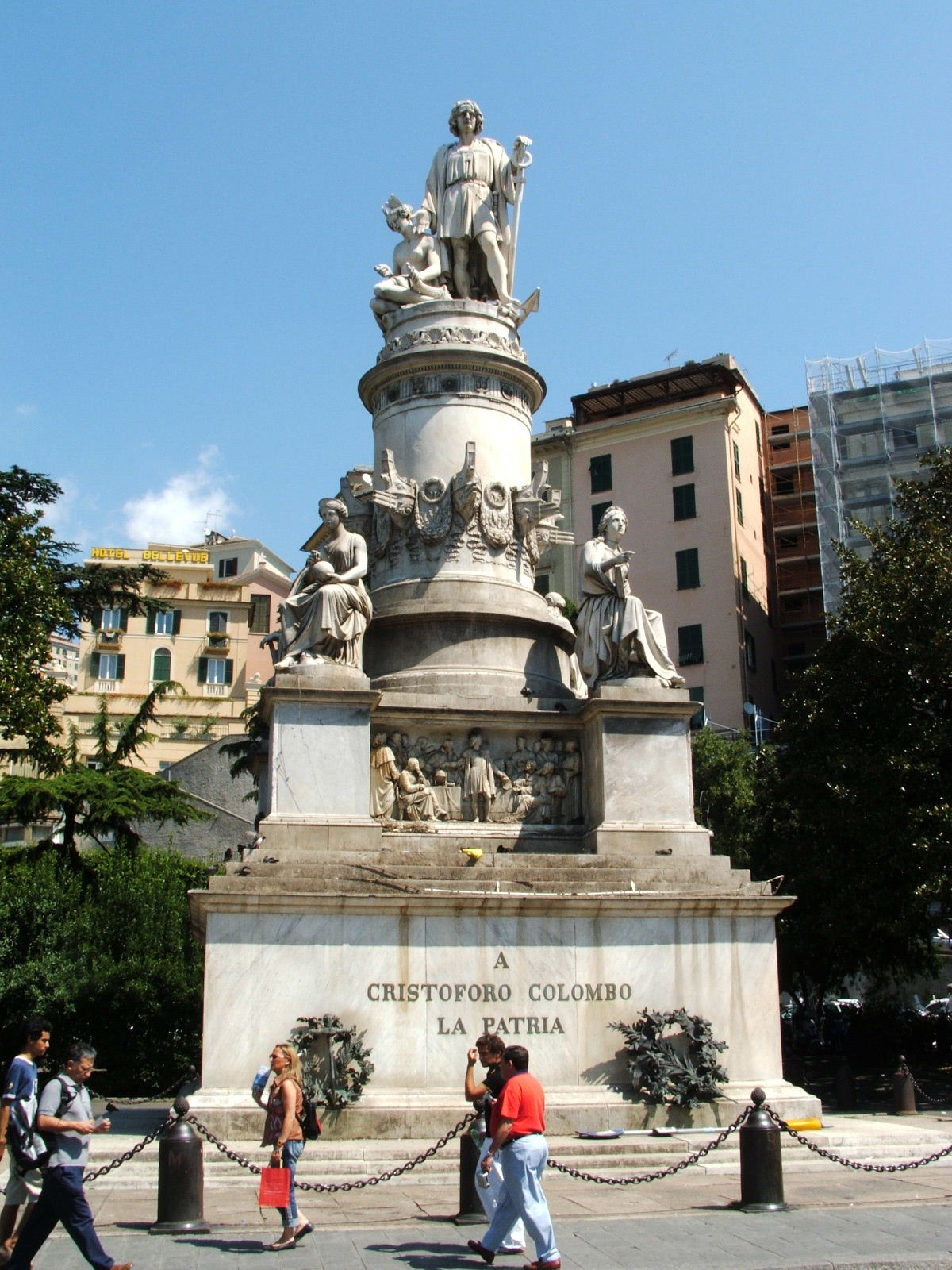
Statua a Cristoforo Colombo, presente nei giardini posti davanti alla stazione

La stazione di Genova Piazza Principe è articolata su più livelli:
- primo piano sotterraneo: occupato da locali tecnici e magazzini FS e dai due binari (1s e 2s) che costituiscono la fermata di Piazza Principe sotterranea
- piano dei binari: posto ad un livello inferiore rispetto al piano terra, dispone di 10 binari (da 11 a 20) di cui il 19 tronco verso ovest e il 16 sprovvisto di banchina e non adibito a servizio viaggiatori

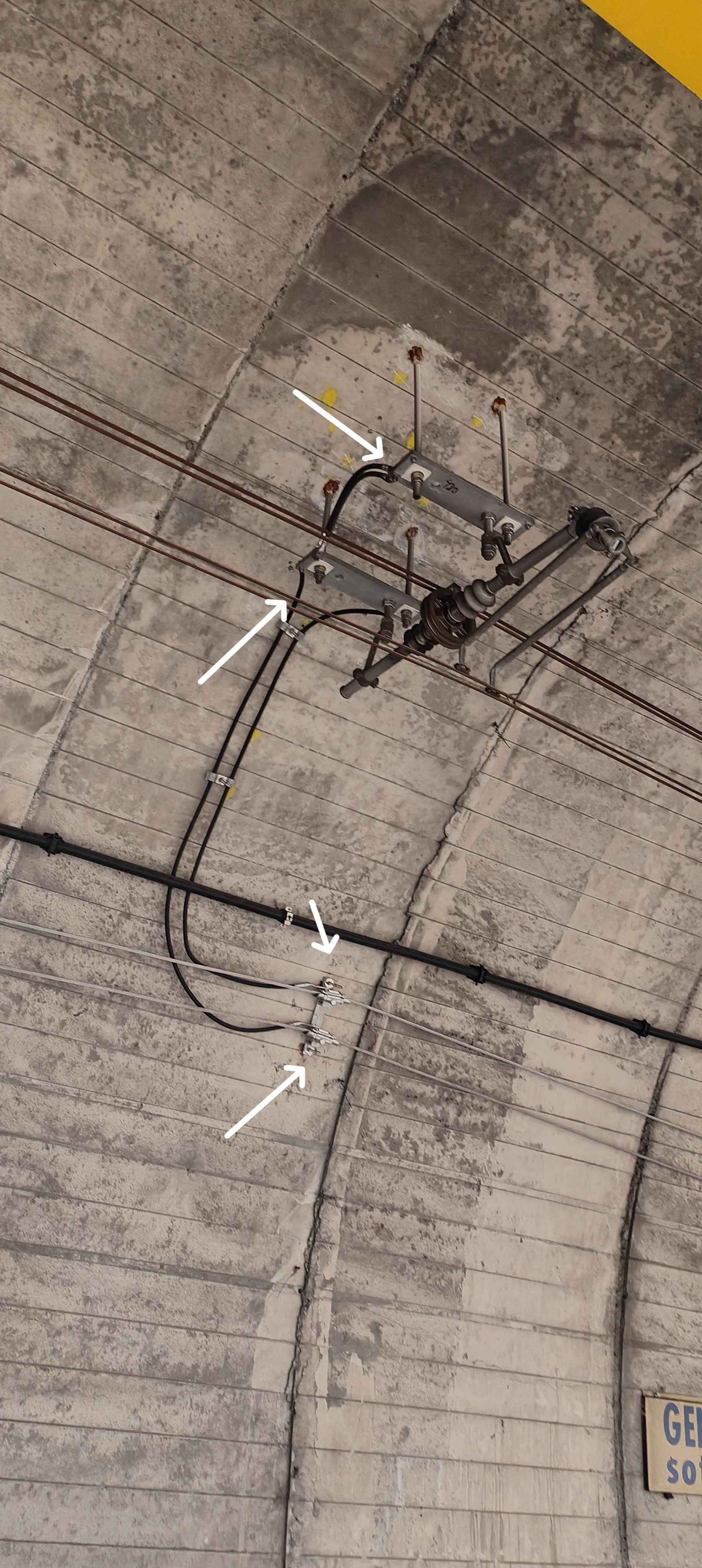
Particolare del tirante di poligonazione in uso nella stazione RFI sotterranea, (freccia: cavi messa a terra)

Questo livello è quasi interamente occupato da ambienti delle Divisioni FS, locali tecnici, depositi, attività commerciali e servizi di ristorazione; I binari dall'1 al 10 erano tronchi lato est ed erano i binari della stazione originaria quando era ancora stazione di testa, utilizzati fino agli anni sessanta principalmente per il traffico passeggeri locale da e verso Savona, Tortona e Alessandria. Successivamente tutto il traffico passeggeri venne dirottato sui dieci binari di corsa, mentre i binari tronchi sono stati riutilizzati per moltissimi anni per il ricovero dei locomotori, delle vetture, dei vagoni postali e per il carico e scarico di alcuni carri merci di servizio, gli ultimi di essi vennero demoliti in occasione dei lavori condotti negli anni duemiladieci;
- piano terra: composto dal fabbricato viaggiatori, è sede delle principali attività commerciali, dei servizi per i passeggeri e da una chiesa adibita al culto cattolico.[16]
- piani sopraelevati: interamente occupati da locali ed uffici FS;
- secondo piano sotterraneo: per la metropolitana stazione Principe.

La facciata neoclassicheggiante del fabbricato viaggiatori, con la sua forma angolare, cinge piazza Acquaverde a nord e a ovest, formando lo sfondo di via Balbi per chi arriva alla stazione da piazza della Nunziata. Sulla piazza, che prende il nome da un torrente sotterraneo, si affacciano l'ex hotel Colombia, sede della Biblioteca Universitaria, vari alberghi e la statua ottocentesca di Colombo. Da qui si può, inoltre, raggiungere in pochi minuti la Commenda di Pré, il castello d'Albertis (con l'ascensore di Montegalletto), piazza della Nunziata, la stazione marittima, palazzo del Principe ed il Porto Antico.

## Movimento
In termini di traffico, è utilizzata all'incirca da 66.000 passeggeri al giorno e 24.000.000 di persone l'anno, cifre che la rendono l'undicesima stazione italiana per flusso di passeggeri. La stazione riceve circa 300 treni al giorno.
La stazione è servita da treni regionali effettuati da Trenitalia nell'ambito del contratto di servizio stipulato con la Regione Liguria e treni regionali periodici che collegano la Liguria ad alcune città della Lombardia, operati con convogli Trenord.
Nella stazione prestano inoltre servizio collegamenti a lunga percorrenza effettuati dalla stessa Trenitalia, cioè treni InterCity (Milano, Torino, Roma, Livorno, Grosseto, Savona e Ventimiglia), InterCity Notte (Calabria e Sicilia), Frecciabianca (Torino, Milano, Roma), Frecciargento (Roma) e Frecciarossa (Venezia), e collegamenti Italo - Nuovo Trasporto Viaggiatori (Napoli).
È anche servita da treni internazionali quali:
- il treno a lunga percorrenza Nizza-Mosca denominato Riviera Express (sospeso dal 2020 a causa prima della pandemia di COVID-19 e poi del conflitto russo-ucraino);
- gli Eurocity per Zurigo;
- i nightjet ÖBB da e per Monaco di Baviera e Vienna.

## Servizi
Per quanto riguarda i servizi rivolti alle persone a ridotta mobilità, quella di Genova Piazza Principe è una delle quattordici stazioni master nazionali e dunque ospita una "sala blu", luogo in cui opera personale specializzato per l'assistenza a tali utenti e in cui si organizza, si coordina e si sovrintende alla gestione dei servizi a loro rivolti.
La stazione dispone dei seguenti servizi Trenitalia:
- Biglietteria a sportello
- Biglietteria automatica

La stazione dispone dei seguenti servizi Italo-Nuovo Trasporto Viaggiatori:
- Biglietteria automatica

La stazione dispone dei seguenti servizi:
- Deposito bagagli
- Ufficio oggetti smarriti
- Posto di Polizia Ferroviaria
- Annuncio sonoro treni in arrivo e in partenza
- Sala d'attesa
- Servizi igienici (a pagamento)
- Sottopassaggi
- Accessibilità e assistenza per portatori di handicap
- Ascensori
- Distributori automatici di snack e bevande
- Ristorante
- Bar
- Edicola
- Negozi
- Parcheggio

## Interscambi

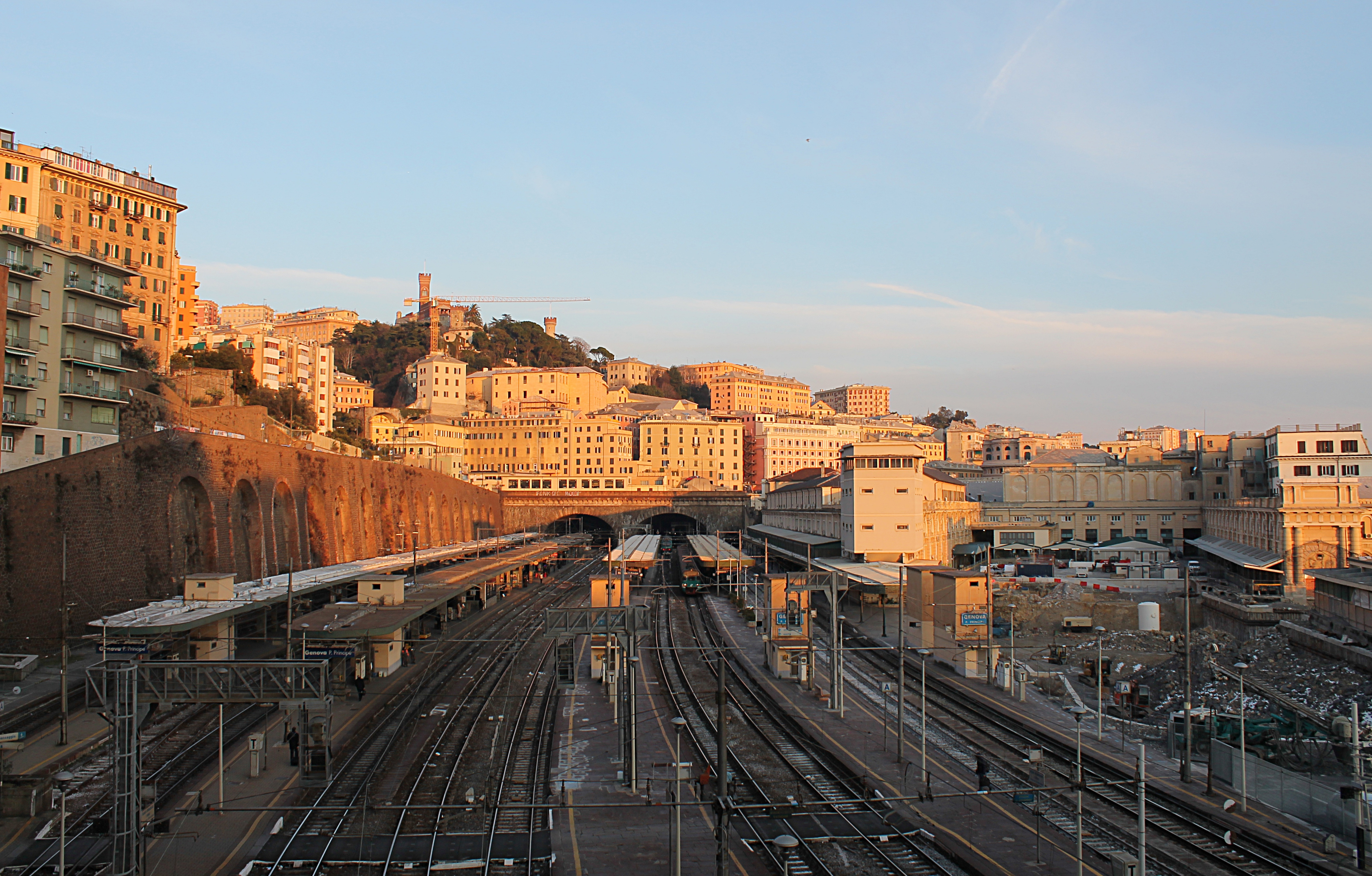
I binari della stazione. Sullo sfondo in alto a sinistra si nota il castello d'Albertis e a destra gli ex binari tronchi ormai smantellati.

Nei dintorni della stazione sono presenti i capolinea di numerose linee di bus dell'AMT, la stazione di partenza della ferrovia a cremagliera Principe-Granarolo e dell'ascensore Castello d'Albertis-Montegalletto (anch'essi gestiti da AMT). Sono anche possibili interscambi con linee di bus a lunga percorrenza (come Flixbus).
L'uscita di Principe Sotterranea è collocata a pochi metri dalla stazione Principe della metropolitana di Genova (anche questa gestita da AMT) e dalla stazione marittima di Ponte dei Mille.
Ad ottobre 2012 è stata inoltre aperta una nuova uscita, collocata in via Andrea Doria, per permettere il più veloce interscambio tra stazione FS e stazione metrò, in attesa del sottopasso di collegamento, aperto nel marzo 2016.
- Fermata metropolitana (Principe)
- Fermata filobus
- Fermata autobus
- Stazione taxi
- Fermata funicolare (Principe, ferrovia Principe-Granarolo)
- Stazione marittima (Ponte dei Mille)
- Ascensore (Castello d'Albertis-Montegalletto)

### Annotazioni
1. ↑  Infatti prima di allora i treni espressi (allora denominati direttissimi) e i treni rapidi provenienti da Torino (e dalla Francia) e diretti a Roma dovevano effettuare il cambio del locomotore a Genova Principe

### Fonti
1. ↑  Si veda Liguria, Piemonte, Valle d'Aosta, Lombardia - Volume 1 di Guida rapida d'Italia la guida, Touring Editore, 2002, ISBN 9788836523856, pag 339, oppure il libro di fotografie storiche Omaggio a Genova, Fratelli Alinari, 2004, ISBN 9788872924631, pag 16.
2. ↑   Riccardo Navone, Viaggio nei caruggi. Edicole votive, pietre e portali, Genova, Fratelli Frilli Editori, 2007,  p. 383, ISBN 978-88-7563-334-9.
3. ↑   Riccardo Dellepiane, Mura e fortificazioni di Genova, Genova, Nuova Editrice Genovese, 2008  [1984],  pp. 30 / 59 e segg, ISBN 978-88-88963-22-8.
4. ↑   Almanacco etrusco: cronologico, statistico, mercantile, 1859,  pp. 140-141.
5. ↑  Settima edizione della guida per viaggiatori Italy, handbook for travellers, pubblicata nel 1886, prima edizione ad opera di Karl Baedeker (1801 - 1859), cartografia di Jahre H. Wagner e E. Debes
6. ↑  Dalla tredicesima edizione della guida per viaggiatori Italy, handbook for travellers, pubblicata nel 1906, prima edizione ad opera di Karl Baedeker (1801 - 1859), cartografia di Jahre H. Wagner e E. Debes
7. ↑   La ferrovia ligure, in La Stampa, 30 ottobre 1872.
8. ↑  Prospetto cronologico dei tratti di ferrovia aperti all'esercizio dal 1839 al 31 dicembre 1926.
9. ↑   La stazione P. Principe di Genova (PDF), in Monitore delle strade ferrate e degli interessi materiali, anno XXXVII, n. 36, Tip. Lit. Camilla e Bertolero, 3 settembre 1904,  p. 568.
10. ↑  Cinegiornale FS N°30 del 1959, ospitato sul canale YouTube ufficiale dell'Archivio nazionale cinema d'impresa
11. ↑  Ferrovie dello Stato, Ordine di Servizio n. 30, 1962
12. ↑  Genova, Principe grida al “miracolo”: aperto il tunnel tra metro e stazione, articolo di genova24.it, del 7 aprile 2016
13. ↑   Passante a Genova, in I Treni Oggi, n. 138, Salò, Editrice Trasporti su Rotaie, giugno 1993,  p. 8, ISSN 0392-4602 (WC · ACNP).
14. 1 2   Paolo Zerbini, Genova e Liguria Dove & Chi, edizioni Genova Dove, 1993,  pp. 75-76.
15. ↑   Ferrovie, aperti i cantieri I lavori termineranno nel 2012, in La Repubblica, 9 settembre 2010.
16. ↑   Gruppo FS Italiane e CEI firmano convenzione per assistenza pastorale nelle chiese delle stazioni, su fsitaliane.it, 17 luglio 2020.
17. 1 2  Le stazioni gestite da Grandi Stazioni Archiviato il 20 agosto 2012 in Internet Archive., sul sito ufficiale dell'azienda.
18. ↑   Contratto di programma 2022-2026 - parte servizi (PDF), su rfi.it. URL consultato il 31 dicembre 2024.
19. ↑   Servizi in stazione Liguria - Trenitalia, su www.trenitalia.com. URL consultato il 10 ottobre 2022.
20. ↑   Servizi Italo in Stazione: fast track, lounge club, biglietterie, su www.italotreno.it. URL consultato il 10 ottobre 2022.
21. ↑   Genova Piazza Principe, su www.rfi.it. URL consultato il 10 ottobre 2022.

- Raffaele Gotelli, La sistemazione degli impianti ferroviari di Genova, in Ingegneria Ferroviaria, anno II, n. 11, novembre 1947,  pp. 539-551, ISSN 0020-0956 (WC · ACNP).
- Mario Bianchi, Il passante di Genova, in I Treni, n. 140, Salò, Editrice Trasporti su Rotaie, settembre 1993,  pp. 14-15, ISSN 0392-4602 (WC · ACNP).

### Ulteriori approfondimenti
- Vittorio Bagnasco, Genova Piazza Principe. Storia di una Stazione, Torino, Nautilus, 2014, ISBN non esistente, SBN LI30005952.